# 千本木彩花
千本木 彩花（せんぼんぎ さやか、1995年11月24日 - ）は、日本の女性声優。埼玉県出身。アイムエンタープライズ所属。夫は同じく声優の畠中祐。

## 経歴
小学生の頃に『新世紀エヴァンゲリオン』を見ていた頃に声優業を知る。中学2年生から3年生にかけて『けいおん!』などといった深夜アニメを観るようになり、「声優さんって凄いな、面白そうだな」と思ったのがきっかけで声優を目指す。高校2年生の頃より日本ナレーション演技研究所大宮校に入所。吹奏楽部に所属しており放課後および土曜日は毎日練習があったことから週1回通うことができる日ナレを選んだという。同研究所卒業前の、高校生時にテレビアニメ『帰宅部活動記録』で九重クレア役としてデビュー。
2014年より、アイムエンタープライズへ所属。
2016年、『甲鉄城のカバネリ』の無名（ムメイ）役で初のメインヒロインを演じ、同年10月に『ガーリッシュ ナンバー』で初主演となる烏丸千歳役を演じる。
2017年、第11回声優アワードで新人女優賞を受賞。
2019年10月から2021年3月まで『走れ!歌謡曲』の土曜日パーソナリティを担当。52年半続いた同番組の最終回も千本木が担当した。
2019年12月29日、アニメ『甲鉄城のカバネリ』で共演した声優、畠中祐との結婚を発表した。

## 人物
高校では部活動でベーム式B♭クラリネットを演奏。コンクールに出場していた。
趣味は歌うこと、漫画を読むこと、ゲームをすること、絵を描くこと、ものまね。
『甲鉄城のカバネリ』で共演した内田真礼は「1話ですでに（無名の）キャラクターが出来上がっていてすごい」と絶賛している。
『ガーリッシュ ナンバー』の烏丸千歳役は100人以上の候補の中からオーディションを経てスタッフの満場一致で選ばれたが、千本木がオーディションを受けた役は八重役であった。監督の井畑翔太と原作者の渡航は「千本木の演技だけが方向性がいい意味で異質であり、ほとんどの声優が空気を読んで適度にブレーキをかける中、千本木だけはアクセルをベタ踏み状態であった」と述べている。また「本来千本木のキャリアよりもう1つ、2つ、上の世代がやっていてもおかしくない難しいことを求められている中で、こちらの要望によく応えてくれた」ともコメントしている。

## 作家
きっかけは「講談社ラノベ文庫チャンネル」にてMCを担当していく中で、番組内の企画「ラノベ千本木ノック」をスタート。内容がラノベのタイトルとあらすじを発表する。というコーナーで不定期企画をやっていく中で、約20作を作り発表して終わりかと思いきや、出演している編集担当者たちがここまでできるなら本気で書籍化しようと企画を継続し、最終的に千本木彩花の作家デビューをする番組へとなった。
1年以上を費やし2018年11月2日、講談社ラノベ文庫チャンネル #38 にて初めての文庫完成お披露目をした。タイトル名『明日から剣士やめてウェディングプランナーはじめます！ in異世界』出来立て文庫を番組内で披露し、作家の千本木彩花先生とイラストのゆーげん先生と1つの文庫にサインをし番組プレゼントとする。

## 出演
太字はメインキャラクター。

### テレビアニメ
2013年
- 帰宅部活動記録（九重クレア）

2014年
- アレ（女子高生、客）
- ソードアート・オンライン シリーズ（2014年 - 2019年、女子生徒、リピア） - 2シリーズ

2015年
- うたの☆プリンスさまっ♪ マジLOVEレボリューションズ（観客）
- 機動戦士ガンダム 鉄血のオルフェンズ（2015年 - 2017年、クラッカ・グリフォン） - 2シリーズ
- 銃皇無尽のファフニール（幼い悠、オペレーターB）
- わかば*ガール（声2〈九葉〉）

2016年
- アイカツスターズ!（2年生）
- 赤髪の白雪姫（女官）
- おしえて! ギャル子ちゃん（ツン乃）
- ガーリッシュ ナンバー（烏丸千歳）
- クラシカロイド（子ども）
- 競女!!!!!!!!（中沢唯）
- 甲鉄城のカバネリ（無名）
- SERVAMP-サーヴァンプ-（マリー）
- 斉木楠雄のΨ難（女子C、クラスメイトB）
- 最弱無敗の神装機竜（女生徒A）
- 坂本ですが?（女子生徒）
- 灼熱の卓球娘（木之下きく）
- 食戟のソーマ シリーズ（2016年 - 2020年、女性記者A、シーラ） - 3シリーズ
- ジョジョの奇妙な冒険 ダイヤモンドは砕けない（女子生徒B）
- TRICKSTER -江戸川乱歩「少年探偵団」より-（幼少期の健介）
- ハルチカ〜ハルタとチカは青春する〜（山崎希）
- 一人之下 the outcast（女の子）
- ViVid Strike!（クラスメイト）
- プリンス・オブ・ストライド オルタナティブ（女の子）
- ヘヴィーオブジェクト（美人捜査官）
- マギ シンドバッドの冒険（村の女A）
- マジきゅんっ!ルネッサンス（愛ヶ咲小花）
- 迷家-マヨイガ-（ユウノ、先生）

2017年
- 鬼平（お順、奉公人B）
- ピアシェ〜私のイタリアン〜（七瀬萌里菜）
- セイレン（女子生徒）
- Re:CREATORS（子ども）
- クロックワーク・プラネット（アンクル）
- 進撃の巨人（2017年 - 2018年、ニファ） - 2シリーズ
- ナイツ&マジック（ステファニア・セラーティ）
- アホガール（阿久津瑠璃）
- Infini-T Force（宮崎梨沙）
- Just Because!（佐藤真由子）
- アニメガタリズ（上井草有栖）
- ブレンド・S（子供、女子高生、麻冬の弟）
- いつだって僕らの恋は10センチだった。（下級生C、女子）
- ラブライブ!サンシャイン!!（アイドルB、解答者B）

2018年
- りゅうおうのおしごと!（供御飯万智 / 鵠）
- 伊藤潤二『コレクション』（女子2）
- 宇宙よりも遠い場所（保母さん、陸上部員）
- ヴァイオレット・エヴァーガーデン（オリビア・ウェブスター）
- BEATLESS（マリー）
- ピアノの森
- 踏切時間（アイ）
- 鹿楓堂よついろ日和（スイ〈幼少期 / 中学生〉）
- 奴隷区 The Animation（葛飾ジュリア）
- ラストピリオド -終わりなき螺旋の物語-（アシ子）
- ゴールデンカムイ（2018年 - 2023年、女性客、宇佐美の姉） - 2シリーズ
- 異世界魔王と召喚少女の奴隷魔術（2018年 - 2021年、セレスティーヌ・ボードレール、友達） - 2シリーズ
- オーバーロードIII（シクスス）
- 千銃士（アナ）
- 天狼 Sirius the Jaeger（タマーラ、鈴ちゃん）
- ヤマノススメ サードシーズン（いのちゃん）
- 若おかみは小学生!（藤原あおい）
- ブラッククローバー（2018年 - 2019年、マリエラ）
- からくりサーカス（マーク）
- やがて君になる（先輩）
- 転生したらスライムだった件（2018年 - 2024年、オーガ達 / シュナ） - 4シリーズ
- ジョジョの奇妙な冒険 黄金の風（2018年 - 2019年、トリッシュ・ウナ、トリッシュ・ウナ〈グイード・ミスタ〉）
- となりの吸血鬼さん（女生徒B）
- 抱かれたい男1位に脅されています。（スタッフA）

2019年
- アイカツフレンズ!〜かがやきのジュエル〜（にせかぐや）
- 超可動ガール1/6（ベルノア）
- この音とまれ!（泉朝乃） - 2シリーズ
- まちカドまぞく（2019年 - 2022年、佐田杏里） - 2シリーズ
- 女子高生の無駄づかい（USB）
- あひるの空（2019年 - 2020年、薮内円）
- 厨病激発ボーイ（渡瀬菜々子）
- BEASTARS（2019年 - 2021年、ハル、ネコ、アルパカ、ラジオDJ） - 2シリーズ
- アサシンズプライド（ノーマ、上級生女、女生徒、少女、生徒）
- ノー・ガンズ・ライフ（凛子）
- 超人高校生たちは異世界でも余裕で生き抜くようです!（ジャンヌ・ド・ルブラン）
- ポケットモンスター（2019年 - 2023年、キクナ、「ひらめきゲット！Let's ポケなぞ!!」〈声の出演〉、クスネ、ヤヤコマ、メッソン、オレンジフラベベ、グレイシア〈ミーチェ〉、マネネ 他） - 2シリーズ

2020年
- ヒーリングっど♥プリキュア（2020年 - 2021年、木のエレメントさん、泡のエレメントさん、りょうこ、雷のエレメントさん、太陽のエレメントさん、りりのママ、空気のエレメントさん）
- 空挺ドラゴンズ（ナナミ）
- マギアレコード 魔法少女まどか☆マギカ外伝（2020年 - 2022年、和泉十七夜 / 電話の声） - 3シリーズ
- ピーター・グリルと賢者の時間（2020年 - 2022年、ピグリット・パンチェッタ） - 2シリーズ
- GO!GO!アトム
- 池袋ウエストゲートパーク（ミオン）
- ラブライブ!虹ヶ咲学園スクールアイドル同好会（2020年 - 2022年、支倉かさね） - 2シリーズ

2021年
- ワンダーエッグ・プライオリティ（綾香）
- SK∞ エスケーエイト（喜屋武月日、少年菊池）
- ホリミヤ（一条千佳）
- カードファイト!! ヴァンガード overDress（2021年 - 2023年、近導ユキコ） - 4シリーズ
- iiiあいすくりん（2021年 - 2022年、ブルーン） - 2シリーズ
- 転スラ日記 転生したらスライムだった件（シュナ）
- 新幹線変形ロボ シンカリオンZ（2021年 - 2022年、吾孫子カスミ）
- 結城友奈は勇者である ちゅるっと!（秋原雪花）
- セブンナイツ レボリューション -英雄の継承者-（クレア）
- スライム倒して300年、知らないうちにレベルMAXになってました（2021年 - 2025年、ファルファ） - 2シリーズ
- ミュークルドリーミー みっくす!（麻子）
- かげきしょうじょ!!（渡辺さらさ）
- 出会って5秒でバトル（続命院冴子）
- 鬼滅の刃 無限列車編
- 境界戦機（吉田ユリ）

2022年
- 天才王子の赤字国家再生術（フラーニャ・エルク・アルバレスト）
- 闇芝居
- むさしの!（桜木錦、ナレーション）
- よふかしのうた（夜守コウ〈9歳〉）
- Extreme Hearts（SaKo）
- ニンジャラ（レオナ）
- 令和のデ・ジ・キャラット（アニメ女子③）
- アークナイツ（2022年 - 2023年、クラウンスレイヤー） - 2シリーズ
- ぼっち・ざ・ろっく!（廣井きくり）

2023年
- 転生王女と天才令嬢の魔法革命（アニスフィア・ウィン・パレッティア）
- ダンジョンに出会いを求めるのは間違っているだろうかIV 深章 厄災篇（ゴジョウノ・輝夜）
- 真・進化の実〜知らないうちに勝ち組人生〜（誠一〈少年〉）
- 天国大魔境（キルコ / 竹早桐子）
- 異世界でチート能力を手にした俺は、現実世界をも無双する〜レベルアップは人生を変えた〜（御堂美羽）
- シャングリラ・フロンティア（2023年 - 2024年、Animalia） - 2シリーズ
- 絆のアリル（XR生徒3）
- MFゴースト（2023年 - 2024年、沙奈） - 2シリーズ
- 鴨乃橋ロンの禁断推理（玉田）

2024年
- ダンジョン飯（マルシル）
- 魔都精兵のスレイブ（銭函ココ）
- 望まぬ不死の冒険者（イサベル）
- 姫様“拷問”の時間です（ギルガ）
- 怪獣8号（小此木このみ）
- ふしぎ駄菓子屋 銭天堂（糸井かりん）
- アイドルマスター シャイニーカラーズ（弟）
- ダンジョンの中のひと（クレイ）
- 魔王様、リトライ!R（キラー・クイーン）
- 株式会社マジルミエ（先輩）
- きのこいぬ（つばき）
- 転生貴族、鑑定スキルで成り上がる（マリア）
- トリリオンゲーム（2024年 - 2025年、二葉）
- 最凶の支援職【話術士】である俺は世界最強クランを従える（少年レオン）
- クレヨンしんちゃん（チヨ）

2025年
- 俺だけレベルアップな件 Season 2 -Arise from the Shadow-（五月女千結）
- どうせ、恋してしまうんだ。（星奈）
- アン・シャーリー（フローラ・ジェーン）
- ヴィジランテ-僕のヒーローアカデミア ILLEGALS-（蜂須賀九印 / 雄黒珠緒）
- 真・侍伝 YAIBA（大和撫子）
- 対ありでした。 〜お嬢さまは格闘ゲームなんてしない〜（犬井夕）

2026年
- ヘルモード 〜やり込み好きのゲーマーは廃設定の異世界で無双する〜（セシル）

時期未定
- BLACK TORCH（鬼子母神一華）

### 劇場アニメ
2010年代
- 劇場版 進撃の巨人 Season2〜覚醒の咆哮〜（2018年、ニファ）
- 劇場版 SERVAMP-サーヴァンプ- -Alice in the Garden-（2018年、マリー）
- ラブライブ!サンシャイン!! The School Idol Movie Over the Rainbow（2019年、女子生徒）
- あした世界が終わるとしても（2019年、コトコ）
- 甲鉄城のカバネリ 海門決戦（2019年、無名）

2020年代
- 劇場版 鬼滅の刃 無限列車編（2020年）
- モンスターストライク THE MOVIE ルシファー 絶望の夜明け（2020年、ザドキエル）
- 劇場版 Fate/Grand Order -神聖円卓領域キャメロット-（2020年 - 2021年、静謐のハサン） - 前後編
- シドニアの騎士 あいつむぐほし（2021年、水城管制官 汐）
- 竜とそばかすの姫（2021年）
- EUREKA/交響詩篇エウレカセブン ハイエボリューション（2021年、レッド・ツゥ）
- バブル（2022年、ウサギ）
- 劇場版 転生したらスライムだった件 紅蓮の絆編（2022年、シュナ）
- トラペジウム（2024年、女子生徒）
- 劇場総集編ぼっち・ざ・ろっく！ Re:（2024年、廣井きくり）
- ラブライブ!虹ヶ咲学園スクールアイドル同好会 完結編（2024年、支倉かさね）

### OVA
- おしえて! ギャル子ちゃん（2017年、ツン乃） - コミックス第4巻OAD付き特装版
- ストライク・ザ・ブラッド シリーズ（2017年 - 2022年、羽波唯里[100][101][102][103]） - 4シリーズ[一覧 22] + スペシャルOVA
- 転生したらスライムだった件 OAD（2019年 - 2020年、シュナ） - 漫画版12 - 15巻OAD付き限定版
- 厨病激発ボーイ（2020年、渡瀬菜々子） - Blu-ray&DVD4巻収録特別編

### Webアニメ
2015年
- 進研ゼミ高校講座 ショートアニメ「TURNOVER」（愛）

2017年
- 人力戦艦!? 汐風・澤風（2017年 - 2019年、マネージャー・白水）※観光PRアニメーション

2018年
- 約束の七夜祭り（瀬ノ沢香織）

2019年
- アニメぷそ煮コミ（2019年 - 2020年、牧野、牧野リアル） - 2シリーズ
- ファイトリーグ ギア・ガジェット・ジェネレーターズ（ミスティ・ジェット）
- ルシファー ウェディングゲーム（ザドキエル）
- ガンダムビルドダイバーズRe:RISE（2019年 - 2020年、サガリ） - 2シリーズ

2021年
- おしえて北斎! -THE ANIMATION-（菱田しゅんこ）
- Pokémon Evolutions（サクラ）

2022年
- ポケットモンスター 神とよばれし アルセウス（ユクシー）
- 爆丸エボリューションズ（ジョージ）
- 賭ケグルイ双（久留米くるみ）

2023年
- 伊藤潤二『マニアック』より「屋根裏の長い髪」（エリ）

2024年
- T・Pぼん（敷島明子〈過去〉）
- Fate/Grand Order 藤丸立香はわからない Season2（静謐のハサン）
- BEASTARS FINAL SEASON（ハル）

### ゲーム
2014年
- ヴィーナスダンジョン（アウグストゥス、張良）
- 海賊ファンタジア（ベロニカ）
- 激突！ブレイク学園（綾吊くぐつ、多鎌葉鈴子、冷泉院棘）
- 戦国の虎Z
- 封印勇者!マイン島と空の迷宮（ピクト）

2015年
- イグジストアーカイヴ -The Other Side of the Sky-
- サウザンドメモリーズ（レオノーラ、ワンダ）
- トワイライトロア（アリエル、ジェラ、ホークアイ）
- ブレイブソード×ブレイズソウル（クレセントランス）
- レーシング娘。（浜松亜瑠、石川ふく）

2016年
- LINE 潜空のレコンキスタ（イデア）
- アカシックリコード（三蔵三蔵、ロミィ・モンタギュー）
- ウチの姫さまがいちばんカワイイ（双頭犬姫 オルトロス）
- エンドライド-X fragments-（ミモザ）
- クイズRPG 魔法使いと黒猫のウィズ（2016年 - 2024年、ミラノ・サリス、シーヴル・ロイシィ、ウララ・ハルル）
- 誰ガ為のアルケミスト（チルル）
- 天穹のアルクルス（ユイット・エテルネ）
- Fate/Grand Order（2016年 - 2021年、静謐のハサン）
- 編隊少女 -フォーメーションガールズ-（アグリッピナ・レチカロヴァ）
- 嫁コレ（無名）
- HIDE AND FIRE（メイ）
- 政剣マニフェスティア（ジェニファー・エトウ,デメトリア・イワクラ）
- 姫魔恋戦記（荀彧）

2017年
- GRAVITY DAZE 2/重力的眩暈完結編:上層への帰還の果て、彼女の内宇宙に収斂した選択
- 四女神オンライン CYBER DIMENSION NEPTUNE（キリア）
- ブルー リフレクション 幻に舞う少女の剣（西田早苗）
- 幻霊物語 〜爆裂三国バトル〜（関銀屏、歩練師）
- グランマルシェの迷宮（リゼ）
- イースVIII Lacrimosa of DANA（ミーア&シーア、エイミー）
- 結城友奈は勇者である 花結いのきらめき（2017年 - 2022年、秋原雪花）
- 消滅都市（アミ）
- よるのないくに2 〜新月の花嫁〜（アルーシェ・アナトリア）
- LORD of VERMILION IV（オトタチバナ）
- 進撃の巨人2〜未来の座標〜（ニファ）
- AKIBA'S TRIP Festa!（ベルティーユ・ブラン）
- ヴァルキリーコネクト（狂戦士ベル）
- スクールガールゾンビハンター（神条エナミ）
- ゼノブレイド2（メイ）
- 戦場のツインテール（2015年 - 2019年、ペペ、セリス）
- 戦艦少女R（電）
- Song of Memories（栗原なつめ）
- 強くてNEW GAME（イオリ、ティア、ヘレナ）
- ニル・アドミラリの天秤 クロユリ炎陽譚（風見千鳥）
- バトルガール ハイスクール（酒出茉梨）
- ブレイジングオデッセイ（白銀の弓狼ビルギッタ）
- モン娘☆は〜れむ（泡沫かえで）
- ルナプリ from 天使帝國（フィーダ）
- 天華百剣 -斬-（童子切安綱）
- ひめがみ絵巻（アンクル）

2018年
- 終幕彼女（心音優愛）
- 真・女神転生リベレーション（主人公〈女〉）
- 機動戦隊アイアンサーガ（マティルダ、蘇瑞）
- バトル オブ ブレイド（レナクリス）
- 名探偵ピカチュウ
- 幻想神域-Link of Hearts-（狂酔の妖刀 村正）
- マギアレコード 魔法少女まどか☆マギカ外伝（2018年 - 2022年、和泉十七夜）
- アビス・ホライズン（矢矧、プリンス・オブ・ウェールズ、マラート）
- グランドチェイス-次元の追跡者（デュラハン）
- 三国BASSA!!（夏侯淵）
- 異世界魔王と召喚少女の奴隷魔術 X Reverie（セレスティーヌ・ボードレール）
- アークザラッド R（ちょこ）
- デスティニーチャイルド（サターン）
- ヴァイタルギア（フィルミア）
- 甲鉄城のカバネリ -乱- 始まる軌跡（無名）
- メモリーズオフ -Innocent Fille-（嘉神川ノエル）
- 白猫プロジェクト（ナギ・エルスカ）
- 竜星のヴァルニール（ミネッサ）
- CRYSTAR -クライスタ-（幡田みらい）
- ヴァルキリーコネクト（冥炎神カグツチ）

2019年
- ソードアート・オンライン アリシゼーション・ブレイディング（リピア・ザンケール）
- 荒野のコトブキ飛行隊 大空のテイクオフガールズ（ルーガ）
- ドラガリアロスト（フェリーチャ）
- 黒騎士と白の魔王（シュナ）
- チョコボの不思議なダンジョン エブリバディ!（シロマ）
- グリムエコーズ（スカーレット）
- メモリーズオフ -Innocent Fille- for Dearest（嘉神川ノエル）
- エンゲージプリンセス〜眠れる姫君と夢の魔法使い〜（ベアトリス）
- セブンズストーリー（サクラ）
- ラングリッサーI&II（レティシア）
- 東京コンセプション（シュナ）
- 私立ベルばら学園 〜ベルサイユのばらRe*imagination〜（山田凰寿華瑠）
- 共闘ことばRPG コトダマン（2019年 - 2024年、シュナ、廣井きくり）
- 進撃の巨人2-Final Battle-（ニファ）
- Lost Archive -ロストアーカイブ-（月天の暗殺者 千夜、スフラトゥス）
- 崩落のカルネアデス（チハル）
- ポケモンマスターズ / EX（2019年 - 2023年、コトネ）
- 進撃の巨人TACTICS（ニファ）
- 崩壊3rd（ビオラ）
- ブラウンダスト（シュナ）
- ドラゴンネストM（アイリーン）
- ゴエティアクロス（シュナ）

2020年
- ファイナルファンタジー ブレイブエクスヴィアス（ナギ）
- ジョジョのピタパタポップ（2020年 - 2021年、トリッシュ・ウナ）
- エレメンタルストーリー（シュナ）
- ビーナスイレブンびびっど!（シュナ）
- ファンタシースターオンライン2（2020年 - 2025年、男性共通牧野ボイス、カラカサジコミ、グリズライフル、ギア・エクスペリエンス、シュナ）
- 社長、バトルの時間です!（セティ・シクレア）
- 逆転オセロニア（鬼人姫 シュナ）
- CARAVAN STORIES（ハル）
- De:Lithe 〜忘却の真王と盟約の天使〜（シュナ）
- ダンジョンに出会いを求めるのは間違っているだろうか 〜メモリア・フレーゼ〜（ゴジョウノ・輝夜）
- OCTOPATH TRAVELER 大陸の覇者（2021年 - 2022年、モルルッソ、シェルビー、女執事）
- グラフィティスマッシュ（リッカ）
- 伽羅少女（2020年 - 2022年、多宝丸）
- りゅうおうのおしごと!（供御飯万智）
- 百鬼異聞録妖怪〜カードバトル〜（茨木童子）

2021年
- Food Fantasyフードファンタジー（2021年 - 2022年、雕花蜜煎）
- 幻獣契約クリプトラクト（フレデリケ、フードゥル）
- ドラゴンクエストライバルズ（リィン）
- グランブルーファンタジー（2021年 - 2024年、グウィン、シュナ）
- 戦姫コマンドー（二階堂千晴、姫条あかり）
- World of Demons - 百鬼魔道（小夜）
- ガールズ&パンツァー 戦車道大作戦!（中須賀エミ）
- ルーンファクトリー5（リヴィア）
- 黒騎士と白の魔王（メシア）
- 東方LostWord（2021年 - 2022年、堀川雷鼓、驪駒早鬼、射命丸文〈東方花映塚〉、蓬莱山輝夜、稀神サグメ）
- アニマエ・アルケー（2021年 - 2022年、弥生、煌）
- ドールズフロントライン：ニューラルクラウド（2021年 - 2022年、希安、賀莉斯）
- 鬼滅の刃 ヒノカミ血風譚
- 貞子M 未解決事件探偵事務所（2021年 - 2023年、紅葉巴杏）
- Epic Seven-エピックセブン-（シュナ）
- 転生したらスライムだった件 魔王と竜の建国譚（2021年 - 2024年、シュナ）
- クラッシュフィーバー（ハッピー）
- パニリヤ・ザ・リバイバル（蓉心、ロアレフ）

2022年
- ガーディアンテイルズ（2022年 - 2024年、酔剣士 リン、シュナ）
- ヘブンバーンズレッド（2022年 - 2025年、山脇・ボン・イヴァール）
- トライアングルストラテジー（アンナ・パスカル）
- チョコボGP（シロマ）
- BLACK STELLA Iи:FernØ（二乃森鈴香）
- インフィニティソウルズ（コトコ）
- アズールレーン（ブレスト）
- ゼノブレイド3（2022年 - 2023年、リク）
- ジョジョの奇妙な冒険 オールスターバトルR（トリッシュ・ウナ）
- ピーター・グリルと賢者の時間 貞操の守り人（2022年 - 2024年、ピグリット・パンチェッタ）
- 勝利の女神：NIKKE（エーテル、ウンファ）
- ハーヴェステラ（女性主人公）
- クローバーシアター（稲荷秋）
- パズル&ドラゴンズ（トリッシュ・ウナ）

2023年
- ファイアーエムブレム エンゲージ（フラン）
- モンスターユニバース（ティル）
- モンスターストライク（2023年 - 2025年、シュナ、月下老人、Animalia、トリッシュ・ウナ、廣井きくり）
- テイルズ オブ ザ レイズ リコレクション（2023年 - 2024年、ヘイズ・シーザリオ・イデアフェルト / 少女ヘイズ）
- シン・クロニクル（ユイシェン）
- BLUE PROTOCOL（2023年 - 2025年、シャルロット）
- グランサガ（ルピナス）
- 三国ドライブ（流断駕斧 張郃）
- ソードアート・オンライン ラスト リコレクション（リピア・ザンケール）
- 東方幻想エクリプス（犬走 椛）
- この素晴らしい世界に祝福を!ファンタスティックデイズ（シュナ）
- Shadowverse（アニマステイマー）
- ドラゴンエッグ（2023年 - 2024年、カバネリの少女 無名、マルシル）
- パニシング:グレイレイヴン（ドールベア）
- 少女廻戦（朔月青釭剣）

2024年
- ミリオンモンスター（2024年 - 2025年、マルシル、シュナ）
- 麻雀一番街（嘉神川ノエル）
- ファイナルファンタジーVII リバース（エスト）
- ファイアーエムブレム ヒーローズ（フラン）
- ユニコーンオーバーロード（ダイナ）
- 百英雄伝（リャン）
- 鬼滅の刃 目指せ!最強隊士!
- 東京サイコデミック 公安調査庁特別事象科学情報分析室（紅葉巴杏）
- ゼンレスゾーンゼロ（リン〈女主人公〉）
- 妖怪ウォッチ ぷにぷに（シュナ）
- 転生したらスライムだった件 テンペストストーリーズ（シュナ）
- 魔女のふろーらいふ（フィテ）
- 陰陽師（煉獄茨木童子）
- アークナイツ（2024年 - 2025年、マルシル、クラウンスレイヤー）
- レゾナンス:無限号列車（セシル、リン、無名）
- プラチナ・トレイン（神道ひのと）
- 七つの大罪 〜光と闇の交戦（グランドクロス）〜（シュナ）
- レスレリアーナのアトリエ 〜忘れられた錬金術と極夜の解放者〜（ミーケ）

2025年
- ラグナドール（廣井きくり）
- クッキーラン：冒険の塔（錬金術師味クッキー）
- 異世界のんびりライフ（シュナ）
- AFKアリーナ（マルシル）
- 城とドラゴン（マルシル）
- シルバー・アンド・ブラッド（ミサ）
- 雀夢麻雀（ユーリン）
- ファイナルファンタジータクティクス - イヴァリース クロニクルズ（ティータ・ハイラル）
- ダブルドラゴン リヴァイヴ（マリアン）
- オクトパストラベラー0（助祭ローラナ）
- セラフィム・スパイラル－少年の檻－ リマスター：ボイスプラス（藤宮紗月）
- 鳴潮（卜霊〈ボクレイ〉）
- スターセイヴァー（リサ）

時期未定
- 神角技巧と11人の破壊者 中国版
- TERBIS（アウレリア）

### ドラマCD
2015年
- 紫電改のマキ（サチ）※『チャンピオンRED』6月号特別付録

2016年
- コレットは死ぬことにした 黒伯爵は星を愛でる 贄姫と獣の王（女神2） - 『花とゆめ』2016年20号付属
- Trinity Tempo（春日桜映）

2017年
- BLUE REFLECTION 幻に舞う少女の剣 -ouverture-（西田早苗）
- 「機動戦士ガンダム 鉄血のオルフェンズ」EPISODE DRAMA 壱（クラッカ・グリフォン）
- 今日から俺はロリのヒモ!（小森紗奈）
- Fate/Grand Order 英霊伝承ドラマCD 英霊伝承異聞 〜巌窟王 エドモン・ダンテス〜（エデ）
- Fate/Prototype 蒼銀のフラグメンツ Drama CD（アサシン〈静謐のハサン〉）
- わさんぼん〜和菓子屋顛末記〜 シリーズ 『花』/『鳥』/『風』/『月』（2017年 - 2022年、桜葉牡丹）

2018年
- スライム倒して300年、知らないうちにレベルMAXになってました（ファルファ） - ドラマCD付き小説第5巻・第7巻・第9巻・第12巻・第14巻・第16巻限定特装版
- あさがおと加瀬さん。 カバーソング&オーディオドラマアルバム

2019年
- 甲鉄城のカバネリ 電信報告 鈴木鍛左衛門殺人事件（無名）
- 私立ベルばら学園 〜ベルサイユのばらRe*imagination〜（山田凰寿華瑠） - 限定版特典ドラマCD「HappyHappyDay」
- めぐみとつぐみ（2019年 - 2021年、山田すずめ）

2021年
- SK∞ エスケーエイト（喜屋武月日） - Blu-ray&DVD Vol.1 特典ドラマCD「シンデレキ」
- 劇場版 Fate/Grand Order -神聖円卓領域キャメロット- 後編 Paladin; Agateram 豪華版パンフレット付属「Character Radio CD」（静謐のハサン）
- かげきしょうじょ!! スピンオフドラマ「99期生の卒業式」（渡辺さらさ） - Blu-ray第4巻特典ドラマCD

2023年
- ルーンファクトリー3 スペシャル Dream Collection特典ドラマCD「主人公大集合！オールスタードラマCD」（リヴィア）
- ダンジョンに出会いを求めるのは間違っているだろうか（ゴジョウノ・輝夜） - 第19巻ドラマCD付き特装版
- 錬金ブライカン ドラマCD Dream Eclipse（緋火紅）

### デジタルコミック
- 人形峠（2018年、藤崎みなも）
- たとえとどかぬ糸だとしても（2019年、鳴瀬ウタ[226]）
- 忍SS（2021年、白河詩月[227]）
- 竜騎士のお気に入り（2023年、メリッサ[228]）
- 美女と野獣の死亡フラグが立っている悪役に転生したけど、魔法使いと恋に落ちそうです!?（2023年、ビューティ[229]）
- FFBE デジタル アルティマニア 第3弾（2024年、ナギ、ヒョウ / ナギ）
- ぼっち・ざ・ろっく！外伝 廣井きくりの深酒日記（2024年 - 2025年、廣井きくり）

### ラジオ
※はインターネット配信。
- たった一度の本番を棒に振るラジオ（2013年、音泉※・HiBiKi Radio Station※)
- カバネリツアーズ（2016年、音泉※）[230]
- 千本木彩花・和多田美咲・赤尾ひかるのようこそ!グリーンハーベスト（2016年 - 2018年、音泉※・超!A&G+※）[231]
- 迷家‐マヨイガ‐「納鳴村 村役場広報課」（2016年、音泉※）回替わりパーソナリティ
- 高田憂希・千本木彩花のしゃかりきちゃん（2016年 - 、声グララジオチャンネル※・HiBiKi Radio Station※）[232]
- 「ガーリッシュ ナンバー」CUTE GIRLS RADIO（略して「クズらじ」）（2016年、アニメイトタイムズ※）[233]
- カバネリツアーズ -乱-（2018年、音泉※）[234]
- 日野ミッドナイトグラフィティ 走れ!歌謡曲 土曜早朝（金曜深夜）担当（2019年 - 2021年、文化放送）[235]
- スライム倒して300分、知らないうちに300分話してました（2020年 - 2021年、Twitter※・YouTube※）[236]
- 転天トーク（2023年、Twitter※・YouTube※）
- ダンジョン飯 迷宮探索ラジオ（2024年、音泉※）
- 千本木彩花・鈴代紗弓のラジオの中のひと（2024年、HiBiKi Radio Station※、YouTube※）
- オールナイトニッポン0(ZERO)「ミンティア プラスボイス」コーナー（2024年11月25日 - 29日、ニッポン放送）
- スライム倒して300分、知らないうちに300分話してました ～そのに～（2025年、YouTube※）

### ラジオCD
- ラジオCD「カバネリツアーズ」Vol.1 - 3（2016年）
- 迷家-マヨイガ-「納鳴村 村役場広報課」（2016年）
- DJCD「カバネリツアーズ ドMカバネ謹製 千本木大会」（2016年）
- 「ガーリッシュ ナンバー CUTE GIRLS RADIO（略して「クズらじ」）」CD「クズ盤」（2017年）

### 映像商品
- DVD なるほど!ザ・本渡楓まつり（2019年）
- かげきしょうじょ!! Blu-ray映像特典「千本木彩花と花守ゆみりのさら散歩」（2021年）

### 吹き替え

#### 映画
2021年
- ザ・パージ:魔法少女狩り（フィオナ〈アビゲイル・コーウェン〉）
- シャザム!（幼いサデウス〈イーサン・プギオット〉）※ザ・シネマ版
- スイッチング・プリンセス3:思いがけないスイッチ!

2022年
- ジュラシック・ワールド/新たなる支配者

2023年
- サイコーで、最高のクリスマス（ローズ・マキャフリー）
- スラムドッグス（ライリー〈ミケイラ・ルソー〉）
- ボトムス 〜最底で最強?な私たち〜（ジョシー〈アヨ・エデビリ〉）
- ジョン・ウィック:コンセクエンス

2024年
- ドミノ（ミニー〈ハラ・フィンリー〉）

2025年
- 冬、春、夏、秋 私たちのラブストーリー（レミ〈ジェナ・オルテガ〉）
- トラップ

#### ドラマ
2018年
- GIRLS/ガールズ ファイナル

2019年
- セックス・エデュケーション（ケイト）

2020年
- NCIS:ニューオーリンズ シーズン5 #12（2ケイティの娘）
- CREEPSHOW/クリープショー #6（ローズ）※Hulu配信版

2021年
- ダーク・マテリアルズ/黄金の羅針盤（2021年 - 2022年、ライラ・ベラクア〈ダフネ・キーン〉）※U-NEXT版

2022年
- 今、私たちの学校は…（ソ・ヒョリョン〈キム・ボユン〉）
- アンナラスマナラ －魔法の旋律－（キム・ソヒ〈キム・ボユン〉）
- 刑事ヴィスティング 〜殺人鬼の足跡〜 #7
- アウトランダー シーズン6（マルヴァ・クリスティー〈ジェシカ・レイノルズ〉）
- 還魂（チン・チョヨン〈アリン〉）

2023年
- 結婚契約（チャ・ウンソン〈シン・リナ〉）
- FBI: 特別捜査班 シーズン4 #19（ブルック・オーウェン）
- El Elegido -選ばれし者-（マグダ〈リリト・クリエル〉）
- スイート・マグノリアス シーズン3 -（オリヴィア・ハリス〈トミ・ローズ〉）
- セサミストリート カミング・トゥギャザー ひとつになろう（ジヨン）

2024年
- インベージョン シーズン2
- Don't Leave Me 〜孤独の連鎖〜（エミリア）
- ワイルドカード〜捜査バディは天才詐欺師!?〜 #7（アン〈ジェニファー・トン〉）

2025年
- ランドマン（エインズリー・ノリス〈ミシェル・ランドルフ〉）

#### アニメ
- ラウド・ハウス・ムービー（2021年）
- Call Star -ボクは本当にダメな星?-（2023年、娘、少年）
- ビロードのうさぎ（2023年）
- ストレンジ・プラネット（2023年）
- カサグランデス・ムービー（2024年、シド）
- Hot Wheels レースでGo!（2024年、クープ）
- ティーン・タイタンズGO!（2024年、ポイズン・アイビー）
- ねこのガーフィールド（2024年[244]）
- 百妖譜（2024年、白素衣）
- Tokyo Override（2024年、アマリン・リー）
- ジェントリー・チャウvs魔界のモンスター（2024年、ジェントリー・チャウ）

### CM
- 月刊ニュータイプ 2016年7月号 TVCM（ナレーション）
- Mnet Smart CM 「戦おう、幽霊」篇（女性[245]）
- 86-エイティシックス- 第23回電撃小説大賞受賞作 TVCM（ナレーション[246]）

### PV
- ヒーロー文庫 2020年3月新刊 PV（ナレーション）[247]
- 魔神少女と孤独の騎士 PV（2020年、ナレーション[248]）
- ポーション、わが身を助ける 第7巻 PV（2021年、ナレーション[249][250]）
- 薬屋のひとりごと 第11巻 PV（2021年、ナレーション[251][252]）
- カンスト村のご隠居デーモンさん コミックPV（2022年、ナレーション[253]）
- アクマのススメ PV[254]（2022年、茶川くるみ）
- 聖女先生の魔法は進んでる! PV（2024年、ティア・パーソン[255]）
- 天国大魔境 第10巻発売記念PV[256]（2024年、ナレーション）
- 十歳の最強魔導師 10巻PV（2024年、ナレーション）
- 私はサキュバスじゃありません 7巻PV（2024年、ツバキ、アルティナ）
- ホワイトルーキーズ 5巻PV（2024年、ナレーション）
- ベイビー車中ハッカーズ PV（2025年、一野瀬朝日）

### ナレーション
- 音泉 4月インフォメーション（2016年[257]）
- アナザーエデン 時空を超える猫 第2部 東方異象編「時の女神の帰還」PV（2018年）
- マンガUP!（2019年）
- ムビふぁぼ（2019年7月19日放送分、TBS）
- ラヴィット!（2021年 - 、TBS） - 不定期・木曜日ナレーション
- 好きだけど言わせてランキング 愛のウップン!（2021年10月16日 - 、TBS） - メインナレーター
- I LOVE みんなのどうぶつ園（2021年12月11日 - 2022年3月5日、日本テレビ） - 企画「俳優 佐野勇斗と元野犬」のナレーション
- あちこちオードリー（2022年5月11日・18日放送分、テレビ東京）
- あつまれ! おもしろアニマル映像 特別版（2022年、ディズニーチャンネル）
- 怪獣8号 放送直前特番（2024年4月13日、テレビ東京系）
- 劇場総集編ぼっち・ざ・ろっく! Re:（2024年） - バリアフリー日本語音声ガイドナレーター

### 舞台
- 天使のように微笑んで財布なくしてガム踏んで（2024年8月31日、博品館劇場）

#### 朗読劇
- アニマックス朗読劇『ハニーレモンソーダ』（2022年9月4日、ヒューリックホール東京） - 石森 羽花 役[258]
- READPIA朗読劇「転生王女と天才令嬢の魔法革命」（2023年9月30日・10月1日、草月ホール） - アニスフィア・ウィン・パレッティア 役
- 鬼の花嫁（2023年11月19日、はまぎんホール ヴィアマーレ） - 花梨 役 他
- 江戸川乱歩 名作朗読劇「怪人二十面相－暗黒星－」（2024年3月3日、博品館劇場） [259] - 小林少年 役 他

### テレビ番組
※はインターネット配信。
- 講談社ラノベ文庫チャンネル（2015年9月2日 - 2020年9月2日、ニコニコ生放送※） - MC
- バラエティ開拓バラエティ 日村がゆく（2017年4月26日 - 2020年3月18日、AbemaTV※） - おさや 役
- アニメマシテ（2017年5月15日 - 22日、テレビ東京） - 番組MC
- 本渡と千本木のガンガンGAちゃんねる（2018年5月10日 - 、YouTube※・ニコニコ動画※）[260]
- ラブコメRPG『エンゲージプリンセス』公式生放送（2018年10月25日 - 2019年6月21日、ニコニコ生放送※）MC[261]
- ZIP!（2019年8月18日 - 2020年11月23日、ZIP!内コーナー「アイマイミー♡motto」もっちん の声）
- 天才王子の赤字国家再生術 〜そうだ、動画投稿しよう〜（2021年 - 2022年、YouTube※）

### テレビドラマ
- 来世ではちゃんとします2 第2話、第8話（2021年、テレビ東京） - 華（電話の声）

### バラエティ
- ゲンバの声がある（2019年3月9日、テレビ朝日）
- 踊る!さんま御殿!!『国民的アニメ声優大集合SP』（2023年12月26日、日本テレビ）

### その他コンテンツ
- エンジェル・フェスタ!（朝霞カナミ）
- 温泉むすめ（長門櫻）
- 矢立文庫 プロモーションビデオ第2弾（2017年、非尾田リア）
- オーディオブック『のぼうの城』（2017年、甲斐姫[262]）
- オーディオブック『かがみの孤城』（2019年、東条萌）
- ジョジョの奇妙な美術館からの脱出（2021年、トリッシュ・ウナ）
- ヒーリングっど♥プリキュア 感謝祭（2021年、雷のエレメントさんの声）
- P甲鉄城のカバネリ（2021年、無名）
- 『鍛冶屋ではじめる異世界スローライフ』ボイスドラマ（2021年、リディ[263]） - 無料版＆小説4巻紙書籍の帯でのURL配布（購入特典）版
- 転生したらスライムだった展2（2022年、シュナ〈音声ガイド〉）
- カードラボ（2022年11月、12月） - 店内ナビゲーター
- TOHO animation 10周年特別企画「TOHO animation ミュージックフィルムズ」（2023年） - 2作品[一覧 25]
- 邪神ちゃんドロップキック×スライム倒して300年、知らないうちにレベルMAXになってました 〜そのに〜コラボボイスドラマ（2024年、ファルファ）
- Flashback Ordeal Call II -Avenger-（2025年、エデ）
- スマスロ マギアレコード 魔法少女まどか☆マギカ外伝（2025年、和泉十七夜）

## ディスコグラフィ

### キャラクターソング
| 発売日   | 商品名                                                               | 歌 | 楽曲                                               | 備考                                                                    |
| 2013年   | 2013年                                                               | 2013年 | 2013年                                             | 2013年                                                                  |
| -------- | -------------------------------------------------------------------- | --- | -------------------------------------------------- | ----------------------------------------------------------------------- |
| 9月18日  | 帰宅部活動記録 キャラソン&サントラ集 帰宅部@音楽室♪                  | 塔野花梨（結名美月）、九重クレア（千本木彩花） | 「キミについて言えること」                         | テレビアニメ『帰宅部活動記録』エンディングテーマ                        |
| 9月18日  | 帰宅部活動記録 キャラソン&サントラ集 帰宅部@音楽室♪                  | 道明寺桜（小林美晴）、大萩牡丹（相内沙英）、九重クレア（千本木彩花）                                                                                           | 「ベスト・フレンズ」                               | テレビアニメ『帰宅部活動記録』エンディングテーマ                        |
| 9月18日  | 帰宅部活動記録 キャラソン&サントラ集 帰宅部@音楽室♪                  | 安藤夏希（木戸衣吹）、塔野花梨（結名美月）、道明寺桜（小林美晴）、大萩牡丹（相内沙英）、九重クレア（千本木彩花）                                               | 「ワクワクDAYS☆〜帰宅部全員ver.〜（TVサイズ）」    | テレビアニメ『帰宅部活動記録』エンディングテーマ                        |
| 2015年   |                                                                      | |                                                    |                                                                         |
| 11月18日 | TVアニメ『モンスター娘のいる日常』オリジナル・サウンドトラック       | ANM48 | 「エブリデイけもみみ」 「狩りたかった」            | テレビアニメ『モンスター娘のいる日常』挿入歌                            |
| 2016年   |                                                                      | |                                                    |                                                                         |
| 2月20日  | Trinity Tempo ドラマCD1 チーム：ブーケ                               | チーム:ブーケ | 「Stellar Dreams Shine」                           | ドラマCD『Trinity Tempo』関連曲                                         |
| 11月16日 | ガーリッシュ ナンバー/Bloom                                          | ガーリッシュ ナンバー | 「Bloom」                                          | テレビアニメ『ガーリッシュ ナンバー』オープニングテーマ                 |
| 12月7日  | ガーリッシュ ナンバー/今は短し夢見よ乙女                             | ガーリッシュ ナンバー | 「今は短し夢見よ乙女」                             | テレビアニメ『ガーリッシュ ナンバー』エンディングテーマ                 |
| 12月7日  | ガーリッシュ ナンバー/今は短し夢見よ乙女                             | ガーリッシュ ナンバー | 「虹色Sunrise」                                    | テレビアニメ『ガーリッシュ ナンバー』挿入歌                             |
| 12月14日 | いただき☆ハイテンション/SSS                                          | ガーリッシュ ナンバー | 「いただき☆ハイテンション」                        | テレビアニメ『ガーリッシュ ナンバー』挿入歌                             |
| 12月21日 | 明日への途中で                                                       | ガーリッシュ ナンバー+桜ヶ丘七海（佐藤亜美菜） | 「明日への途中で」                                 | テレビアニメ『ガーリッシュ ナンバー』挿入歌                             |
| 12月21日 | 明日への途中で                                                       | 烏丸千歳（千本木彩花）、久我山八重（本渡楓） | 「Checkあ」                                        | Webラジオ『「ガーリッシュ ナンバー」CUTE GIRLS RADIO』テーマソング      |
| 2017年   |                                                                      | |                                                    |                                                                         |
| 3月1日   | 本日のとびきりBuono!                                                 | 本日のシェフ | 「本日のとびきりBuono!」                           | テレビアニメ『ピアシェ〜私のイタリアン〜』エンディングテーマ            |
| 3月29日  | ガーリッシュ ナンバー / キャラクターソング・ミニアルバム〜Growing!〜 | 烏丸千歳（千本木彩花） | 「Baby Sweet Gi(a)rl」                             | テレビアニメ『ガーリッシュ ナンバー』関連曲                             |
| 3月29日  | ガーリッシュ ナンバー / キャラクターソング・ミニアルバム〜Growing!〜 | ガーリッシュ ナンバー+桜ヶ丘七海（佐藤亜美菜） | 「Growing!」                                       | テレビアニメ『ガーリッシュ ナンバー』関連曲                             |
| 11月22日 | グッドラック ライラック                                              | GATALIS | 「グッドラック ライラック」                        | テレビアニメ『アニメガタリズ』エンディングテーマ                        |
| 11月22日 | グッドラック ライラック                                              | GATALIS | 「恋するG・A・T・A・L・I・S!」                     | テレビアニメ『アニメガタリズ』関連曲                                    |
| 2018年   |                                                                      | |                                                    |                                                                         |
| 1月31日  | Journey to the Sunshine                                              | Aqoursと浦の星の仲間たち | 「勇気はどこに？君の胸に！」                       | テレビアニメ『ラブライブ！サンシャイン!!』第2期エンディングテーマ       |
| 3月28日  | フィギュアヘッズ オリジナル・サウンドトラック                        | ロザリア（二ノ宮愛子）、ニルデ（千本木彩花） | 「背中からDead Or Alive」                          | ゲーム『フィギュアヘッズ』関連曲                                        |
| 2021年   |                                                                      | |                                                    |                                                                         |
| 5月26日  | カモナ・テンペスト！/おやすみオレンジ                                | リムル（岡咲美保）、大賢者（豊口めぐみ）、 ヴェルドラ（前野智昭）、シュナ（千本木彩花）、シオン（M・A・O）、 ランガ（小林親弘）、ゴブタ（泊明日菜）            | 「カモナ・テンペスト！」                           | テレビアニメ『転生したらスライムだった件 転スラ日記』エンディングテーマ |
| 8月25日  | 星の旅人/シナヤカナミライ/薔薇と私                                   | 渡辺さらさ（千本木彩花）、奈良田愛（花守ゆみり） | 「星の旅人」                                       | テレビアニメ『かげきしょうじょ!!』エンディングテーマ                    |
| 9月29日  | かげきしょうじょ!! 音楽集                                            | 渡辺さらさ（千本木彩花）、奈良田愛（花守ゆみり）、杉本紗和（上坂すみれ）、星野薫（大地葉）、山田彩子（佐々木李子）、沢田千夏（松田利冴）、沢田千秋（松田颯水） | 「桜吹雪舞うなかに」                               | テレビアニメ『かげきしょうじょ!!』関連曲                                |
| 9月29日  | かげきしょうじょ!! 音楽集                                            | 渡辺さらさ（千本木彩花） | 「桜吹雪舞うなかに」 「彼の地へ」                  | テレビアニメ『かげきしょうじょ!!』関連曲                                |
| 9月29日  | かげきしょうじょ!! 音楽集                                            | 渡辺さらさ（千本木彩花）、奈良田愛（花守ゆみり） | 「彼の地へ」 「溢れる想い」                        | テレビアニメ『かげきしょうじょ!!』関連曲                                |
| 2023年   |                                                                      | |                                                    |                                                                         |
| 2月8日   | Only for you                                                         | アニスフィア・ウィン・パレッティア（千本木彩花）、ユフィリア・マゼンタ（石見舞菜香）                                                                           | 「Only for you」                                   | テレビアニメ『転生王女と天才令嬢の魔法革命』エンディングテーマ          |
| 2月8日   | Only for you                                                         | アニスフィア・ウィン・パレッティア（千本木彩花）、ユフィリア・マゼンタ（石見舞菜香）                                                                           | 「Take your hand」                                 | テレビアニメ『転生王女と天才令嬢の魔法革命』関連曲                      |
| 4月26日  | ぼっち・ざ・ろっく！ BD & DVD 第5巻完全生産限定版特典CD              | SICK HACK［廣井きくり（千本木彩花）］ | 「ワタシダケユウレイ」                             | テレビアニメ『ぼっち・ざ・ろっく！』挿入歌                              |
| 4月30日  | 誰も彼も何処も何も知らない （マル&キルコver.）                       | マル（佐藤元）、キルコ（千本木彩花） | 「誰も彼も何処も何も知らない （マル&キルコver.）」 | テレビアニメ『天国大魔境』関連曲                                        |
| 2024年   |                                                                      | |                                                    |                                                                         |
| 6月12日  | 『BLUE PROTOCOL』Songs Collection 星の彼方へ/バファリア聖歌          | シャルロット（千本木彩花）、ミルレーネ（日笠陽子）、ララフォルテ（大橋彩香）                                                                                   | 「星の彼方へ」 「バファリア聖歌」                  | ゲーム『BLUE PROTOCOL』挿入歌                                           |